# 福田豊 (イベントプロデューサー)
福田 豊（ふくだ ゆたか）は、日本のプロデューサー。神奈川県横浜市中区野毛町の北京料理店「萬里」のオーナー。

## 経歴
1941年、中華人民共和国生まれ、横浜市出身。成蹊大学卒業後、電通PRセンター入社。退社後は家業の中華料理店「萬里」を営む。
野毛大道芸フェスティバルの関連イベントとして、思い付きから野毛大道芝居をスタートしプロデューサーになった。座長は横浜市在住の俳優高橋長英が就任した。

## 人物
- 趣味は貯金と読書[1]。
- 特技は嘘をつくこと[1]。

## 著書

### 共著
- 横浜・野毛大道芝居の日々（2018年9月、山中企画）ISBN 978-4434251481